# Gare d'Hohtenn
La gare d'Hohtenn est une gare ferroviaire située sur le territoire de la commune suisse de Steg-Hohtenn dans le canton du Valais.

## Situation ferroviaire
Établie à 1 078 mètres d'altitude, la gare d'Hohtenn est située au point kilométrique 54,2 de la ligne du Lötschberg entre les gares de Goppenstein (en direction de Berne) et d'Ausserberg (en direction de Brigue).
Elle dispose de trois voies dont deux encadrant un unique quai central.

## Histoire
La gare d'Hohtenn a été inaugurée en 1913 avec la mise en service du tronçon Frutigen - Brigue de la ligne du Lötschberg. BLS, le propriétaire de la ligne, a été renommée BLS Lötschbergbahn en 1997 avant de fusionner en 2006 avec Regionalverkehr Mittelland AG pour devenir BLS AG. En 2007, le tronçon Frutigen - Brigue a perdu la majeure part de son trafic ferroviaire avec l'ouverture du tunnel de base de Lötschberg.
Depuis décembre 2018 et jusqu'à décembre 2023, en raison de travaux de rénovation du tunnel du Lötschberg, les RegioExpress de la ligne du Lötschberg ne desservent la gare d'Hohtenn qu'une fois toutes les deux heures le matin  en direction de Brigue et sautent la gare lorsqu'ils circulent au départ ou jusqu'à Domodossola.

## Services ferroviaires

### Accueil
Gare du BLS, elle est dotée d'un bâtiment voyageurs ainsi que d'un distributeur automatique de titres de transport. La gare n'est pas accessible aux personnes à mobilité réduite.

### Desserte
La gare d'Hohtenn est, en temps normal, desservie une fois par heure dans chaque sens par les trains RegioExpress « Lötschberg » reliant Berne à Brigue (prolongés une fois toutes les deux heures en Italie jusqu'à Domodossola).
- RE : Berne - Thoune - Spiez - Frutigen - Kandersteg - Goppenstein - Hohtenn - Brigue (- Domodossola).

### Intermodalité
La gare d'Hohtenn n'est pas en correspondance avec d'autres lignes de transports en commun.